# Ytterby
För andra betydelser, se Ytterby (olika betydelser).
Ytterby, även kallat  Kungälvs Ytterby, är ett samhälle i Kungälvs kommun i Bohuslän. Sedan 1980 är Ytterby en del av Kungälvs tätort, förutom åren 2018–2020 då Ytterby räknades som en egen tätort. 
Ytterby ligger norr om  Nordre älv och 22 km norr om Göteborg. I Ytterby centrum ligger en järnvägsstation vid Bohusbanan samt Ytterby busstation vilka utgör knutpunkt för buss- och järnvägstrafik.  Bygden kring Ytterby har varit boplats för människor sedan järnåldern och det finns många fornminnen.

## Historia

### Namnet Ytterby
Namnet Ytterby betyder "den yttre" och syftar på ett läge närmare havet än Kungälv. I en bevarad avskrift av borgartingets kristenrätt från 1140-talet finns platsen "Kungahälla ytri" nämnd. Ytterby benämndes 1353 som "Yttra by".

### Forntid
Arkeologer tror att det har funnits en förlaga till vikingasamhället Kungahälla som låg strax söder om Ytterby och att detta samhälle låg vid dagens Ytterbys marker. I Ytterby har arkeologer funnit rester av flera byggnader från järnåldern byggda mellan 500 f.Kr. och 600 e.Kr. Av dessa är den största en hallbyggnad som var 48 meter lång och 10 meter bred. Denna typ av byggnader tillhörde de högre klasserna i samhället och fyndet kan vara det första fyndet av en hallbyggnad från folkvandringstid i Bohuslän då byggnaden byggdes mellan år 400 och 600 e.Kr. Den funna hallbyggnaden tros vara en föregångare till den kungsgård som finns omnämnd i ett flertal källor, däribland i Njáls saga från 1200-talet. Norges kung Olav den helige sägs ha tillbragt ett år vid dessa marker i väntan på att Kungälvsborna skulle färdigställa hans flotta för seglats till Färöarna för att kräva färöborna på skatt. Kungsgården beboddes också tidvis av kungarna Olav Tryggvason, Harald Hårdråde och andra kungar och stormän.

### 1000-talet
Kungälvsbygden blev kristnad på 1100-talet. Vid denna tid anlände munkar till Ytterby socken och byggde kastelleklostret 1180. Klostret revs 1344, dess egendomar drogs in till Kronan och klosterbyggnaderna revs för att bidra till byggandet av Bohus fästning.
Ytterby gamla kyrka byggdes sannolikt på 1100-talet och var en vanlig sockenkyrka som var helgad åt skyddshelgonet Sankt Halvard. Murrester av kyrkan har dateras till sent 1100-tal. I en bevarad avskrift av borgartingets kristenrätt från 1140-talet finns en fylkeskyrka i Kungahälla ytri omnämnd. Därmed kan Ytterby gamla kyrka ha haft en föregångare i trä och en fylkeskyrka, med ett i idag okänt läge.
På grund av befolkningsökning på 1800-talet blev Ytterby gamla kyrka för liten. År 1857 på sockenstämman fattades beslut om att bygga Ytterby nya kyrka. Platsen för den nya kyrkan valdes till torpets Högens marker på Kastellegårdens ägor. Kyrkan byggdes 1870 efter ritningar av arkitekt Edvard von Rothstein. Sedan kyrkan invigdes 20 november 1870 har denna kyrka varit Ytterby församlings församlingskyrka. Innan dess var Ytterby gamla kyrka församlingskyrka.

### 1900-talet
Under 1900-talet har Ytterby genomgått större förändringar. 1907 öppnade Ytterby station vid Bohusbanan. 1942 byggdes ABC-fabrikerna i Ytterby för tillverkning av bland annat båtar. Från att tidigare ha varit ren landsbygd ökade byggandet och ett samhälle med eget centrum växte fram. Vid områdena Enerkullen och Tunge byggdes mindre villasamhällen och däremellan utgjordes landskapet av åkermark.
Nybyggandet sedan 1950-talet har varit omfattande och har fortsatt in på 2000-talet. 1971 blev Ytterby en del av Kungälvs kommun och i samband med tätortsavgränsningen 1980 blev Ytterby en del av tätorten Kungälv. Runt centrala delarna av Ytterby byggdes i slutet på 1900-talet stora villaområden i framförallt Stället och Tega.

### 2000-talet
Under de senaste 20 åren har inflyttningen och nybyggnationen i Ytterby ökat. City Gross öppnade butiker i Ytterby 1999 i ABC-fabrikernas gamla lokaler vilket flyttade centrum något söderut. 2006–2008 byggdes till stor del nya Ytterby Centrum med flera fastigheter på 4 till 5 våningar. Det byggdes ny busstation och järnvägsstationen restaurerades.
I samband med nyinvigningen av Ytterby Torg 2008 utplacerades konstverket "För stor för sitt bo" av Karin Schmid som skapats på uppdrag av byggföretagen, Kungälvs kommun och Statens Kulturråd. År 2012 och 2014 revs Folkets hus respektive det gamla centrumhuset. På dessa tomter byggdes fastigheter på upp till 5 våningar med både lägenheter och kommersiella lokaler.

### Befolkningsutveckling
| Befolkningsutvecklingen i Kungälvs Ytterby/Ytterby 1950–1975 | Befolkningsutvecklingen i Kungälvs Ytterby/Ytterby 1950–1975 | Befolkningsutvecklingen i Kungälvs Ytterby/Ytterby 1950–1975 | Befolkningsutvecklingen i Kungälvs Ytterby/Ytterby 1950–1975 | Befolkningsutvecklingen i Kungälvs Ytterby/Ytterby 1950–1975 |
| --- | ------------------------------------------------------------ | ------------------------------------------------------------ | ------------------------------------------------------------ | ------------------------------------------------------------ |
| |                                                              |                                                              |                                                              |                                                              |
| År |                                                              |                                                              | Folkmängd                                                    | Areal (ha)                                                   |
| 1950 | 1950                                                         |                                                              | 248                                                          | ##                                                           |
| 1960 | 1960                                                         |                                                              | 915                                                          | 92                                                           |
| 1965 | 1965                                                         |                                                              | 1 330                                                        | 95                                                           |
| 1970 | 1970                                                         |                                                              | 2 768                                                        | 150                                                          |
| 1975 | 1975                                                         |                                                              | 4 058                                                        | 250                                                          |
| Anm.: Namnändring från Kungälvs Ytterby till Ytterby 1965. Sammanvuxen med Kungälv 1980, utbruten 2018, åter del av kungälv 2020. ## Som tätort/befolkningsagglomeration 1920–1950. |                                                              |                                                              |                                                              |                                                              |

## Sevärdheter

### Gravfältet Stora smällen

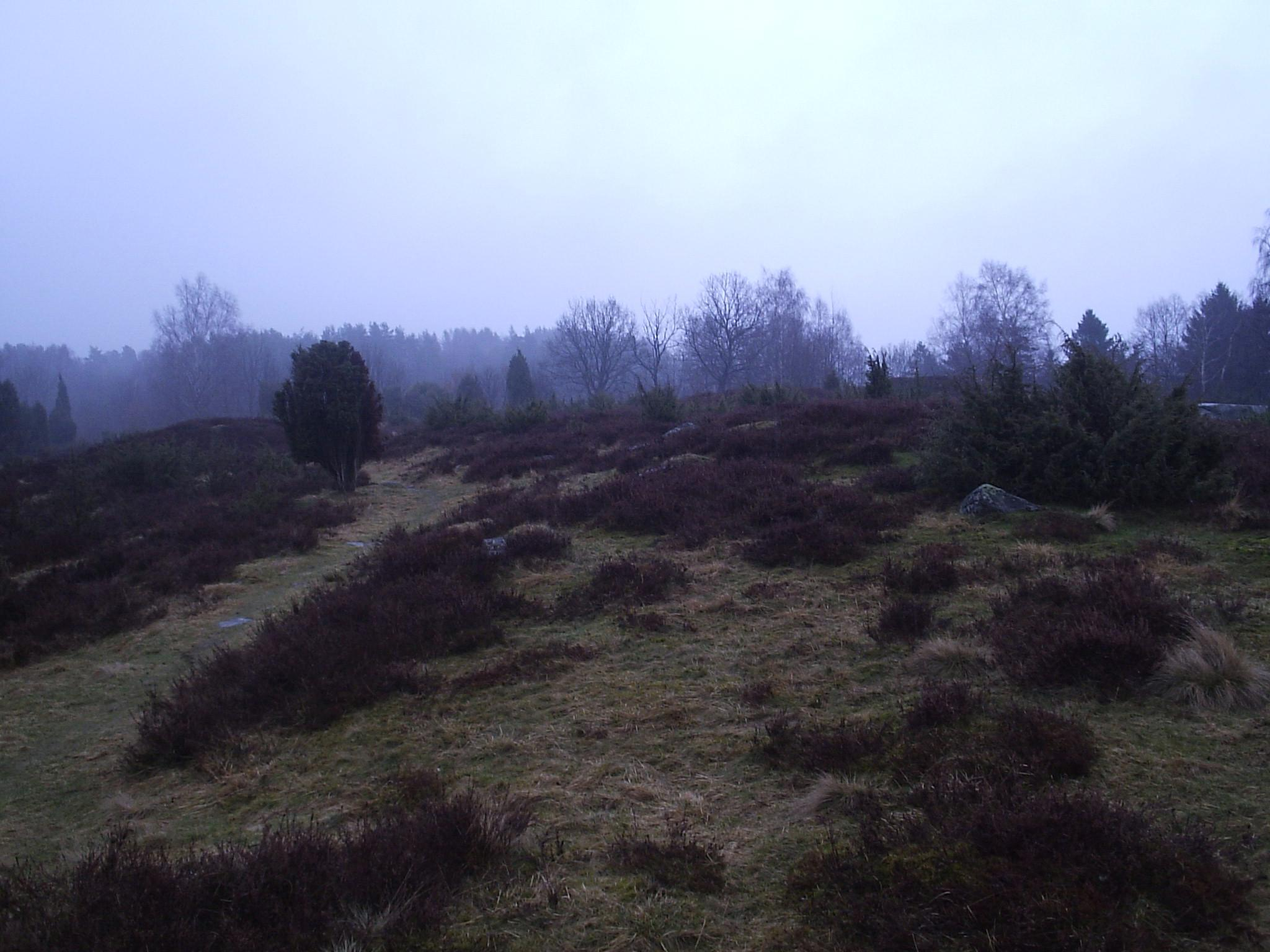
Gravfältet Stora smällen i Ytterby

I Ytterby vid Västra Porten finns gravfältet Stora smällen som är ett av de största gravfälten i Bohuslän bestående av 160 gravhögar, stensättningar, resta stenar, skeppssättningar, en treudd, en domarring och gravar. Gravarna har daterats till mellan 500 och 1000 e.Kr. Stora smällen ligger på det högsta partiet på den östra och södra sluttningen av moränhöjden som kan betecknas som Hällen. Utsikten från gravfältets topp är vida och man ser ut över Ytterbys dalgång och även hur Nordre älv slingrar sig ut mot havet norr om Hisingen.

### Hällristningar och fornlämningar

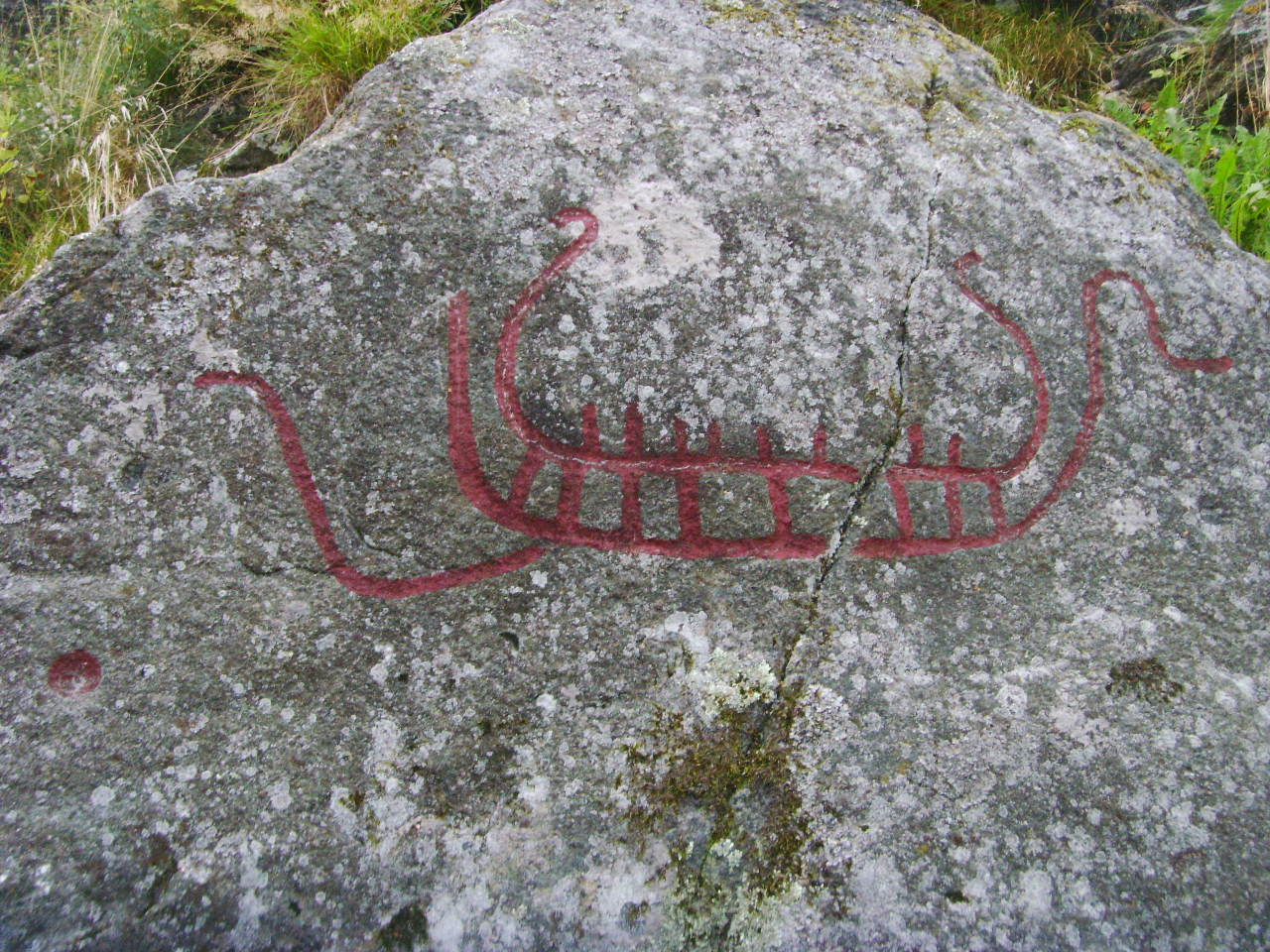
Hällristningar i Ytterby

På Stålkullen i Ytterby finns hällristningar, fyra skepp och en skålgrop. Hällristningarna gjordes någon gång kring 1000 f.Kr. och är därmed 3 000 år gamla. Vid samma plats finns även ett stenbrott av täljsten som användes under vikingatiden.
För samtliga fornlämningar i Ytterby, se Lista över fornlämningar i Ytterby

### Kastellegården
Kastellegården som ligger strax norr om Nordre älv blev Kungsgård 1658 när Karl XI gav den till Bohusläns Guvernör Harald Stake. Mellan åren 1693 och 1821 var gården översteboställe vid Bohusläns regemente. Därefter har Kastellegården varit en arrendegård i statlig ägo. Flygelbyggnaderna är troligen från sent 1700-tal och huvudbyggnaden är en villa typisk för sin tid från 1862. År 1935 blev Kastellegården statligt byggnadsminne.

### Klosterkullen
På Klosterkullen, som ligger nordost om Kastellegården, finns framgrävda rester av ett augustinerkloster som byggdes i slutet på 1100-talet och är det äldsta kända klostret i Bohuslän. Upphovsman till klostret var ärkebiskop Øystein Erlendsson som tidigare varit kyrkoherde i Kungahälla. Munkarna kallade sig för augustinerherrar och kom från samhällets högre skikt. De ägnade dagarna åt att bilda sig via böcker och att ägna sig åt själavård.
Klostret var relativt stort och påträffades vid grävningar på 1950-talet. Man har funnit djurben, lerbitar, blosshållare, nycklar, metkrokar, kammar, saxar, spännen, sländtrissor och knivar samt ett femtiotal skelett efter klosterbröder.

### Ytterby gamla kyrka

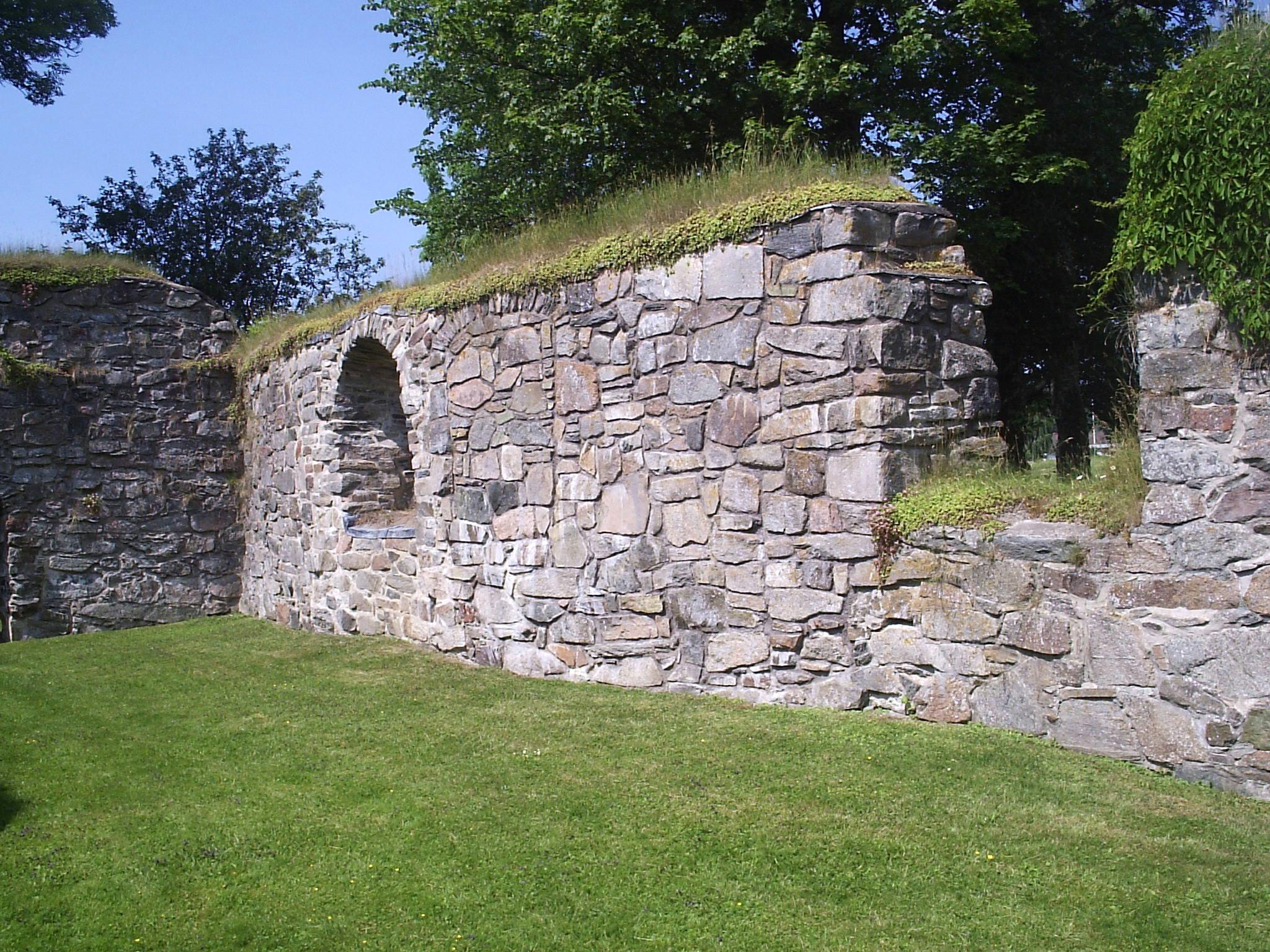
Ytterby gamla kyrka, en kyrkoruin utanför Ytterby. Den var församlingskyrka fram till den 20 november 1870.

Ytterby gamla kyrka var före 1870 församlingskyrka i Ytterby församling, i nuvarande Kungälvs kommun, Bohuslän, och är nu en ruin vid namn Sankt Halvards kyrkoruin.
Kyrkan uppfördes på 1100-talet i romansk stil med rakslutet kor på dåvarande norsk mark. Sägnen förtäljer att kyrkan uppfördes av Sankt Olof, så det är inte osannolikt att denna stenkyrka har föregåtts av en äldre på 1000-talet tillkommen träkyrka. Stenkyrkan ombyggdes, förlängdes och försågs med tresidig koravslutning 1699.
På grund av befolkningsökning beslutades att bygga en ny kyrka och riva Ytterby gamla kyrka. 1872 revs träkonstruktionen och bänkarna. Gunnar Brusewitz som var museichef i Göteborg ville att stenmurarna skulle bli kvar som minne och så blev det. På Göteborgs museum finns idag flera lösa föremål från Ytterby gamla kyrka, bl.a. en kyrkvaktarstav som användes för att väcka sovande personer i kyrkan. Kyrkklockan flyttades över till den nya Ytterby kyrka. Efter det att trädelarna rivits underhölls inte de bevarade murarna som då började förfalla. Man insåg inte det kulturhistoriska värdet och oskyddade murar rasade. 1926 beslutade Riksantikvarien att ruinerna skulle konserveras vilket tog flera år.
Runt ruinen ligger kyrkogården med gravar från tidig medeltid till idag.

### Ytterby kyrka
Ytterby kyrka byggdes 1870 efter ritningar av arkitekt Edvard von Rothstein. År 1872 målades kyrkan invändigt av målarmästare Martin Bernhard Wallström från Lödöse. 1873 införskaffades orgeln byggd av J. N. Söderling. Sedan kyrkan invigdes 20 november 1870 har denna kyrka varit Ytterby församlings församlingskyrka. År 2015 bildade Ytterby och Kungälv församlingar  Kungälv-Ytterby församling, som Ytterby kyrka numera är församlingskyrka för.

## Natur
Landskapet i Ytterby är slättbygd med spridda bergsplatåer. Södra Ytterby utgör en del i naturreservatet Göta och Nordre älvs dalgångar, som bildades 1974. Området är känt för sin flora och sitt digra fågelliv. Mellan Enerkullen och Kastellegården ligger Kastellegårdsskogen. Området utgörs av granskog med inslag av mindre ädellövsbestånd. Varbergsdammen som ligger i mitten av skogen är rik på näckrosor och har häckande par av smådopping, rörhöna, knipa och gräsand.

## Kommunikationer

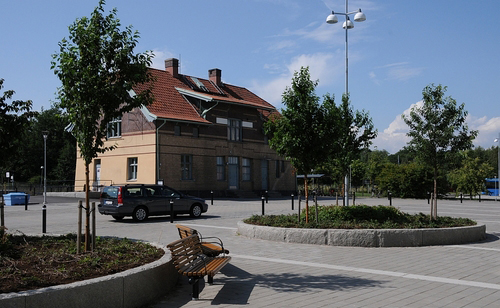
Ytterby station med Ytterby torg i förgrunden

Ytterby är en knutpunkt för buss- och järnvägstrafik, med järnvägsstation längs Bohusbanan. Avståndet till Göteborg C är 22 km (ca 17 minuter) och till Stenungsund 26 km (ca 20 minuter). 
Länsväg 168 går igenom Ytterby och förbinder samhället med Marstrand, Kungälv centrum samt Europaväg 6.

## Utbildning
I centrala Ytterby finns låg- och mellanstadieskolan Kastellegårdsskolan med 550 elever som är Kungälvs kommuns största skola sett till antal elever. Intill Kastellegårdsskolan ligger Ytterbyskolan som är en högstadieskola. I Ytterbyskolans lokaler finns även Ytterby bibliotek som är öppet för allmänheten.

## Arkeologi
Mellan 2005 och 2011 bedrev Göteborgs universitet utgrävningar i Ytterby vid en forntida boplats öster om gravfältet Västra Porten-Stora smällen. De arkeologiska undersökningarna startade för att ta reda på var Kungahällas äldsta lager fanns.

## Idrottsföreningar
- Ytterby IS – Ytterbys största förening som bildades 1947 med bl.a. fotboll och boule. Fotbollslaget spelar sina hemmamatcher på Ytterns IP.
- Marstrands Innebandyklubb[31] bildades 1981 och har 350 medlemmar.
- Sportlife Kungälv IBK – Klubben bildades 1986 och har över 400 licensierade spelare. De spelar sina hemmamatcher i Kastellegårdshallen i centrala Ytterby.[32]
- Kongahälla Ridsällskap är en ideell förening som bildades på brandstationen i Ytterby 1970. Föreningens anläggning ligger i västra Ytterby, och med sina cirka 500 medlemmar är det en av Kungälvs största idrottsföreningar. 1995 blev föreningen utsedd till årets ridklubb av Hästjournalen.[33]

### Tidigare idrottsföreningar i Ytterby
- Ytterby HK – Ishockeyförening som bildades 1968 i och med bygget av Ytterby ishall vilken stod klar 1968. 1983 gick Ytterby HK ihop med Kungälvs IK och bildade Kungälv/Ytterby HK. I Ytterby ishall fostrades spelare som Mikael Andersson, Niklas Andersson, Per-Johan Axelsson och Fredrik Sjöström vilka under sina karriärer nådde stora framgångar.[34] På 1990-talet revs Ytterby ishall, Kungälv/Ytterby HK flyttade då till den nybyggda Oasen i Kungälv, tog bort Ytterby i namnet och blev Kungälvs IK.[35]
- Ytterby-Kungälvs Konståkare – Konståkningsförening som bildades 1989 med verksamhet i Ytterby ishall. Föreningen flyttade till Oasen i Kungälv då Ytterby ishall revs i mitten på 1990-talet.[36]

## Kända personer från Ytterby

### 1800-tal
- Pehr Andreasson - Lantbrukare och riksdagsman
- Carl Grundell - Kyrkoherde och riksdagsman
- Gustaf Kilman - Ryttare och olympisk guldmedaljör
- Hjalmar Johansson - Musikdirektör

### 1900-tal
- Niklas Andersson - Ishockeyspelare
- Mats Ardström - Filmfotograf
- Per-Johan Axelsson - Ishockeyspelare
- Brita Grahn - Textilkonstnär
- Karin Franz Körlof - Skådespelare, dramatiker och regissör
- Lovisa Lindh - Friidrottare
- Henrik Stenson - Golfspelare
- Gustav Ytterborn - Agronom och ämbetsman

### Föreningar
- Kongahälla Ridsällskap
- IBK Kungälv
- Ytterby IS

### Övrigt
- Arkeologi i Ytterby